# Jonas A. Barish
Jonas Alexander Barish (* 22. März 1922 in New York City; † 1. April 1998 Oakland, Kalifornien) war Theaterhistoriker und Forscher über die englischen Dramatiker und Dichter Ben Jonson und William Shakespeare.

## Leben
Er wurde in Manhattan geboren, war Absolvent des Harvard College und diente während des Zweiten Weltkriegs im Army Signal Corps in Europa. Er promovierte 1953 in Harvard in Englisch und lehrte kurzzeitig in Yale. Barish verbrachte den Löwenanteil seiner Karriere an der University of California in Berkeley, wo er nach seiner Lehrtätigkeit in Yale 1954 Mitglied der Fakultät für Anglistik wurde. Barish war seit 1973 gewähltes Mitglied der American Academy of Arts and Sciences. Er wurde 1991 emeritiert.
Sein Hauptwerk war The Antitheatrical Prejudice (Das antitheatralische Vorurteil), in dem er die lange Geschichte des Vorurteils in der westlichen Welt aufarbeitete. Das Buch gibt einen Überblick über die verschiedensten Sprachen von Platon bis zum Ende des 20. Jahrhunderts. Unter anderem erklärte er, dass die moralische Kritik am Theater oft politisch, gesellschaftlich oder wirtschaftlich motiviert war.
Barishs letztes großes Projekt war eine Studie über das "closet drama", d. h. Lesedramen, die nicht zur Aufführung bestimmt sind. Es sollte eine Art Folgeprojekt zu The Antitheatrical Prejudice sein; wenige Teile davon hat er veröffentlicht.

## Monographien
- Ben Jonson and the language of prose comedy. Harvard University Press, Cambridge, 1960.
- Yvor Winters and the antimimetic prejudice (Sonderdruck aus der Zeitschrift New Literary History 2.3 [1971] 419–444) 1971.
- Jonson, "Volpone" : a casebook. Macmillan, 1972.
- The antitheatrical prejudice. University of California Press, Berkeley, 1981.
- Shakespeare in the study; Shakespeare on the stage. Johns Hopkins University Press, Baltimore, 1988.